# Boechera fecunda
Boechera fecunda (лат.) — многолетнее травянистое растение рода Boechera семейства Капустные (Brassicaceae). Эндемик Монтаны (США), произрастает в трёх округах штата.

## Описание
Boechera fecunda — многолетнее травянистое растение. Образует прикорневую розетку листьев. Прикорневые листья имеют форму ложки или копья от 1 до 3 см. Листья, расположенные выше на стебле, меньше и обхватывают стебель. Растение покрыто сероватыми волосками. Цветоносный стебель достигает высоты 30 см. Цветки белые или синеватые. Плод представляет собой опушённый сероватый стручок длиной до 5 см. Размножается как вегетативным, так и половым путём. Некоторые растения производят пазушные цветки, а некоторые — цветки на верхушке стебля. Другие растения образуют оба типа цветков. Растения с верхушечными соцветиями цветут единственный раз, после чего умирают. Растения с пазушными цветками могут цвести несколько сезонов.

## Ареал и местообитание
Произрастает только в округах Равалли, Биверхед и Силвер-Боу в Монтане. Растёт в экотоне между нижней линией деревьев и кустарниками и лугами. Встречается на крутых разрушающихся скалах, скудно покрытых растительностью. Предпочитает известковые почвы, состоящие из материнской породы с силиката кальция. Часто растёт вместе с Pseudotsuga menziesii и Pinus ponderosa. Обычно произрастает в местностях, покрытых криптогамной почвенной коркой, которая, по-видимому, оказывает благотворное влияние на растения.